# Wiera Zasulicz
Wiera Iwanowna Zasulicz (ur. 8 sierpnia 1849 w Michajłowce koło Możajska, zm. 8 maja 1919 w Piotrogrodzie) – rosyjska pisarka i rewolucjonistka, związana z ruchem narodników, marksistka.

## Życiorys

### Początki działalności
Zasulicz urodziła się w Michajłowce koło Możajska jako jedna z czterech córek zubożałego drobnego szlachcica. Gdy miała trzy lata, jej ojciec zmarł, a matka oddała ją w opiekę bogatszym krewnym, rodzinie Mikuliczów w Biakołowie. Po ukończeniu szkoły średniej w 1866 Zasulicz przeprowadziła się do Petersburga, gdzie pracowała jako urzędniczka. Wkrótce potem zaangażowała się w działalność polityczną i jednocześnie uczyła pisania dzieci robotników. Kontakty z przywódcą rosyjskich rewolucjonistów, Siergiejem Nieczajewem, doprowadziły do jej uwięzienia w roku 1869.
Po zwolnieniu z więzienia w 1873 zamieszkała w Kijowie, gdzie dołączyła do ugrupowania Kijowskich Powstańców, kierowanego przez zwolenników Michaiła Bakunina oraz innych anarchistów. Szybko stała się jedną z czołowych postaci tej organizacji. Jej przyjaciel i kompan z ugrupowania napisał o Zasulicz:
„Swoim poziomem intelektualnym i oczytaniem Wiera Zasulicz górowała nad innymi członkami naszego koła. Każdy, kto ją poznał, stwierdzał, że jest niesamowitą młodą kobietą. Wrażenie robiło jej zachowanie, a w szczególności szczerość i prostolinijność w kontaktach z innymi ludźmi.”

### Zamach na gubernatora Triepowa
W lipcu 1877 więzień polityczny, Aleksiej Bogolubow, obraził gen. Fiodora Triepowa, gubernatora Sankt Petersburga, nie zdejmując w jego obecności czapki z głowy. W akcie zemsty Trepow kazał wychłostać Bogolubowa. Incydent oburzył nie tylko rewolucjonistów, ale również sympatyzujących z nimi przedstawicieli inteligencji. Grupa 6 rewolucjonistów planowała zabójstwo Trepowa, jednak Zasulicz postanowiła samodzielnie ich uprzedzić. Poczekała do ogłoszenia wyroku w tzw. procesie 193, a następnego dnia, 24 stycznia 1878, postrzeliła i ciężko zraniła Trepowa w jego własnym gabinecie w budynku gradonaczalstwa Petersburga przy ul. Gorochowej.
Podczas głośnego procesu Wiery Zasulicz przychylny skład sędziowski uznał ją za niewinną. Werdykt ukazał skuteczność reformy sądownictwa, przeprowadzonej przez cara Aleksandra II Romanowa i potwierdził, że rosyjskie sądownictwo było w tym czasie najbardziej liberalne i niezawisłe.
Zasulicz miała dobrych adwokatów, którzy przerzucili winę na gen. Trepowa. Jednym z obrońców był Piotr Akimowicz Aleksandrow (1836-1893), drugim Włodzimierz Mikołajewicz Gerard (1839-1903). Mówiono później, że „wkrótce stało się oczywiste, że to raczej gen. Trepow – a nie jego niedoszła zabójczyni – był de facto poddany osądowi”. Nieskuteczność i nieporadność rządu wynikała z faktu, że w oczach społeczeństwa to gen. Trepow i cały jego rząd stanowili stronę winną.
Wiera Zasulicz wkrótce wyemigrowała z Rosji w obawie przed kolejnym aresztowaniem i procesem sądowym. Dla populistów i radykalnej części rosyjskiego społeczeństwa stała się bohaterką.
Pomimo swoich wcześniejszych doświadczeń sprzeciwiała się kampanii terroru, której kulminacyjnym momentem było zabójstwo cara Aleksandra II, dokonane w roku 1881.

### Zainteresowanie marksizmem
Po umorzeniu procesu Zasulicz udała się do Szwajcarii, gdzie przebywała w latach 1880-1905, uległa wpływom marksizmu. Razem z Gieorgijem Plechanowem i Pawłem Akselrodem była współzałożycielką grupy Emancypacja Pracy (rok 1883). Grupa ta zleciła Wierze Zasulicz przetłumaczenie wybranych dzieł Marksa na język rosyjski. Jej tłumaczenia przyczyniły się do wzrostu wpływów marksizmu wśród rosyjskich elit intelektualnych w latach 80. i 90. XIX wieku. Stanowiły również jeden z czynników, które doprowadziły do powstania Socjaldemokratycznej Partii Robotniczej Rosji (SDPRR) w roku 1898. W połowie pierwszej dekady XX wieku przywódcy radykalnego skrzydła nowego pokolenia rosyjskich marksistów, Julij Martow, Włodzimierz Lenin i Aleksander Potresow, dołączyli do przebywających w Szwajcarii Zasulicz, Plechanowa oraz Akselroda. Pomimo napięć pomiędzy tymi dwiema grupami, sześcioro rosyjskich marksistów założyło polityczną gazetę „Iskra” i zasiadło w redakcji tego magazynu. Koło skupione wokół „Iskry” przeciwstawiało się umiarkowanym rosyjskim marksistom (nazywanym „ekonomistami”) oraz byłym marksistom, takim jak Piotr Struwe czy Siergiej Bułgakow. Rosyjska rewolucyjna emigracja w Szwajcarii sporo czasu w latach 1900–1903 poświęciła na polemizowanie z nimi na łamach „Iskry”.

### Przywódczyni mienszewików
Redakcji „Iskry” udało się doprowadzić do skutku drugi kongres SDPRR w Brukseli oraz w Londynie w roku 1903. Jednak redaktorzy oraz zwolennicy „Iskry” niespodziewanie podzielili się w trakcie obrad na dwie frakcje: bolszewików, skupionych wokół Lenina, i mienszewików, popierających Martowa. Zasulicz zasiliła szeregi tych drugich. Powróciła do Rosji po rewolucji w 1905 roku. Jednak jej zainteresowanie sprawami polityki rewolucyjnej znacznie zmalało. W czasie I wojny światowej była zwolenniczką interesów narodowych Rosji, a w roku 1917 wyrażała się niepochlebnie na temat rewolucji październikowej. Zmarła w Piotrogrodzie 8 maja 1919 r.
W swojej książce pt. Lenin, Lew Trocki, który w 1903 w Londynie reprezentował zbliżone do Zasulicz poglądy polityczne, napisał:
Zasulicz była ciekawą i atrakcyjną osobowością. Pisała bardzo powoli i cierpiała na ból istnienia... Włodzimierz Ilicz powiedział kiedyś do mnie: 'Wiera Iwanowna nie pisze, ona składa mozaikę’. I w rzeczywistości zapisywała ona każde zdanie osobno, spacerowała powoli po pokoju, szurała swoimi butami, nieustannie paliła ręcznie robione papierosy, rozrzucała dookoła niedopałki, na wszystkie siedzenia oraz stoły i oprószała popiołem swoją kurtkę, ręce, rękopisy, herbatę w szklance i sporadycznie swoich gości. Do końca życia pozostała radykalną intelektualistką, w której umyśle los zaszczepił marksizm. Artykuły Zasulicz pokazują, że przyswoiła ona sobie w niesamowitym stopniu teoretyczne założenia marksizmu. A moralne podstawy polityczne rosyjskich radykałów lat 70. [XIX w.] pozostały w jej umyśle nietknięte aż do śmierci.